# Belgradski gozd
Belgradski gozd (turško Belgrad Ormanı) je mešani listnati gozd, ki leži v bližini turškega mesta Carigrad. Ime je dobil po tisočih Srbih, ki so jih leta 1521 deportirali iz Beograda, ko je mesto padlo v turške roke. Geografsko gozd leži na najvzhodnejši točki Trakijskega polotoka. Gozdni teren je razdeljen med okrožji Sarıyer in Eyüp. V gozdu leži več zgodovinskih rezervoarjev in akvaduktov za pitno vodo.

## Zgodovina
Ime je dobil po tisočih Srbih, ki jih je Sulejman I. Veličastni preselil v Konstantinopel po obleganju Beograda leta 1521. Migranti so s seboj prinesli relikvijo svete Petke Balkanske. Gozd še vedno nosi ime bolgarske etimologije Beograda, saj je ime mesta v bolgarščini Белград/Belgrad.

## Velikost in sestava gozda
S približno 5500 hektarji ima gozd veliko rastlinskih, ptičjih in živalskih vrst. Najpogostejše drevo v gozdu je hrast graden (Quercus petraea). Belgradski gozd je zaščiten in je eno najbolj obiskanih rekreacijskih območij Carigrada. Zahodni odsek avtoceste, ki teče čez 3. bosporski most (odprt 2016), poteka skozi severni del gozda, širitev Carigrada (Maslak itd.), naselja, ki obkrožajo gozd in nove ceste postavljajo pod vprašaj praktični učinek zaščite.

## Akvadukt
Namesto da bi našli veliko bizantinskih ostankov akvaduktov, so v glavnem ostali le še osmanski jezovi, ki so bili zgrajeni v obdobju zadnjih 150 let. Valensov akvadukt, ki prečka Atatürkov bulevar, ko teče navzgor od Zlatega roga, je največji spomenik v spomin na kompleksen sistem, zgrajen za oskrbo mesta z vodo med 16. in 18. stoletjem.
V gozdu sta obstajala dva ločena kanalska sistema. Starejši od obeh je bil sistem Kırkçeşme, ki je vodo v mesto Eğrikapı usmerjal močno proti mestnemu obzidju. Številni akvadukti in rezervoarji, ki so podpirali ta sistem, so bili prvotno zgrajeni v rimskih in bizantinskih časih, toda v 16. stoletju je Sulejman Veličastni osmanskemu arhitektu Sinanu naročil, da vse to nadgradi v nov sistem akvaduktov, ki bodo vodili v njegovo mesto. Rezultat je bila vrsta veličastnih akvaduktov, ki križajo ceste v bližini Kemerburgaza. Akvadukt Maǧlova je največji s svojo izjemno arhitekturo, trdnostjo in strukturo in je z malo truda dostopen javnosti z obeh koncev, po njem pa se lahko varno sprehodi po nižji ravni. Podobno je mogoče prehoditi tudi akvadukt Kemerburgaz. Novo obnovljeni Uzunkemer še vedno stoji tik čez prometno cesto v gozdu (ni prehoden).
Ko je število prebivalcev v Carigradu naraščalo, je bilo treba razširiti tudi sistem oskrbe z vodo, da bo kos vse večjemu številu prebivalcev mesta, kar je povzročilo drugo oskrbovalno linijo; sistem Taksim. Večina teh akvaduktov in rezervoarjev je bila zgrajena v 18. stoletju tudi po obnovi, ki je potekala prej v 16. stoletju. Najopaznejši spomenik je sultanu Mahmudu I. iz leta 1732, ki stoji tik ob cesti v kraju Bahçeköy, ki je dal sistem zgraditi. Sistem Taksim se je končal v velikem rezervoarju na trgu Taksim, ki danes deluje kot majhna umetniška galerija, ki se uporablja za turizem.

## Zločin
Leta 2018 je turška policija izjavila, da je bil Džamal Hakšodži umorjen in zavržen v tem gozdu. Odšel je na obisk v Savdski konzulat v Carigradu, vendar ga niso videli, da bi se od konzulata oddaljil.

## Rekreacija in turizem
Hoja, tek in pohodništvo: ena izmed najbolj priljubljenih dejavnosti v Belgradskem gozdu poleg pogleda na čudovita drevesa in uživanja v naravi je dejstvo, da lahko brez težav tekate in pohodite po poteh. Obstaja steza za tek, ki se začne pri izviru pri Neset Suyu in prepleta 6 km dolgo pot z opremo za vadbo, nameščeno ob poti za javno uporabo. Skozi gozd poteka veliko poti in tudi zunaj glavnih rekreacijskih površin, sprehajalci pa lahko v gozdu ure in ure le redko srečajo koga drugega. Glavni zaplet je v tem, da ni na voljo zemljevida (satelitski zemljevidi so uporabni za prikaz cest in širših poti, ne pa tudi za prikaz stez), ki bi prikazoval steze in jih je treba odkriti. Skozi gozd teče tudi nekaj ograjenih površin in cest, zaradi katerih je iskanje dobre poti za sprehode težje. Če gremo globlje v gozd, priporočajo kompas. Zelo koristna je tudi naprava GPS, kot je pametni telefon. Gozd je le rahlo hribovit in marsikje se ga lahko prehodi tudi tam, kjer ni stez. Raziskovanje gozda je najlažje začeti v kraju Bahçeköy, ki je skoraj sredi gozda. Bahçeköy je dobro oskrbljen z javnimi avtobusi. Večina osmanskih jezov in rezervoarjev je zlahka dosegljiva iz Bahçeköya.
Arboretum Atatürk: če si želite ogledati gozdno listje v spreminjajočih se sezonah, je najboljše mesto za obisk arboretum na tem območju, ki je odprt med delavniki. V objektu je več kot 2000 rastlinskih vrst. Glavna atrakcija je jeseni, ko si lahko ogleda zbirko hrastov z vsega sveta. Od leta 2016 je Arboretum odprt vsak dan, razen ob ponedeljkih, vstopnina je 5TL za študente in 15TL za vse ostale. Vhod je približno 20 minut hoje od središča mesta Bahçeköy. Obisk lahko traja nekaj ur. Hrana (ne voda) se zaseže na vhodu, vrne pa se ob odhodu.
Prehranjevanje in pitje: ena najpogostejših stvari za domačine in popotnike v Carigradu je, da se ob koncu tedna odpravijo v Belgradski gozd, da se spomladi in v poletnih mesecih rešijo pred vročino. Obstajajo območja, posebej namenjena rekreaciji, obiskovalci pa lahko celo uživajo v prenosnih žarih za uživanje s prijatelji in družino. V gozdu je sedem glavnih piknik prostorov; najbolj priljubljena destinacija je Büyük Bent. To območje ima svojo kavarno, kjer si lahko na dolgih lesenih mizah prinesete svojo hrano in kuhate; pijače in prigrizki se prodajajo na kraju samem. Če načrtujete kuhanje lastnega žara, priporočamo, da ste pozorni in previdni, saj gasilski objekti niso dobro pripravljeni za spopadanje z gozdnimi požari na tem območju. Obstaja tudi nekaj drugih kavarn, raztresenih po gozdu.

### Naravni parki
V Belgradkem gozdu je devet naravnih parkov:
- Naravni park Ayvat Bendi
- Naravni park Bentler
- Naravni park Falih Rıfkı Atay
- Naravni park Fatih şeşmesi
- Naravni park Irmak
- Naravni park Kirazlıbent
- Naravni park Kömürcübent
- Naravni park Mehmet Akif Ersoy
- Naravni park Neşet Suyu